# Vincenzo Divella
Vincenzo Divella (Noicattaro, 22 settembre 1942) è un imprenditore e politico italiano, ex presidente della Provincia di Bari.

## Biografia
Imprenditore, è amministratore delegato della "F. Divella S.p.A.", azienda che opera nel settore molitorio e della pastificazione. È stato ai vertici dell'Associazione degli Industriali e della Camera di Commercio di Bari. È cavaliere del lavoro dal 1994, presidente dell'Unione Semolieri Europei e dell'Italmopa (Associazione Italiana Mugnai e Pastai). Nel novembre 2004 è stato insignito della laurea honoris causa in economia e commercio dall'Università di Bari. Nel novembre 2005 è stato nominato presidente della Camera di Commercio Italo-Serba.
Con le elezioni amministrative del 2004 è stato eletto presidente della Provincia di Bari per il centrosinistra al primo turno, raccogliendo il 52,8% dei voti contro il 42,0% del suo principale avversario, Francesco Amoruso, candidato del centrodestra. Era sostenuto, in Consiglio provinciale, da una maggioranza costituita da DS, Margherita, Socialisti Autonomisti (tutti confluiti nel Partito Democratico), Rifondazione Comunista, UDEUR, SDI, Verdi, Italia dei Valori e Comunisti Italiani.
Al termine del mandato si è ricandidato alle elezioni amministrative del 2009, sostenuto ancora dalla coalizione di centrosinistra, ma ha raccolto solo il 44,2% dei voti, venendo sconfitto al primo turno dal candidato del centrodestra Francesco Schittulli, con il 50,5%.